# Patricia Kalember
Patricia Kathryn Kalember (Schenectady, 30 de dezembro de 1956) é uma atriz norte-americana, conhecida pela participação na série Orange Is the New Black.